# Уилсон, Оуэн
О́уэн Ка́ннингем Уи́лсон (англ. Owen Cunningham Wilson, род. 18 ноября 1968, Даллас) — американский актёр, сценарист. Он долгое время сотрудничал с режиссёром Уэсом Андерсоном, с которым он делил авторские и актёрские титры к фильмам «Бутылочная ракета» (1996), «Академия Рашмор» (1998) и «Семейка Тененбаум» (2001), последний из которых принес ему номинацию на премию «Оскар» и премию BAFTA за лучший сценарий. Он также появился в фильме Андерсона «Водная жизнь Стива Зиссу» (2004), «Поезд на Дарджилинг. Отчаянные путешественники» (2007), «Бесподобный мистер Фокс» (2009), «Отель „Гранд Будапешт“» (2014) и «Французский вестник. Приложение к газете «Либерти. Канзас ивнинг сан»» (2021). Оуэн также снялся в романтической комедии Вуди Аллена «Полночь в Париже» (2011) в роли неудовлетворенного сценариста Джила Пендера, роль, которая принесла ему номинацию на премию «Золотой глобус». В 2014 году он появился в фильме Пола Томаса Андерсона «Врожденный порок» и Питера Богдановича «Мисс Переполох».
Оуэн также известен своей карьерой экранного комика и Frat Pack, которая включала главные роли в таких комедиях, как «Образцовый самец» (2001), «Старски и Хатч» (2004), «Незваные гости» (2005), «Он, я и его друзья» (2006), «Как знать...» (2010), «Большой год» (2011) и «Кадры» (2013). Он также известен по семейным фильмам «Марли и я» (2008) и серии фильмов «Ночь в музее» (2005—2014). Он озвучивает Молнию Маккуина в серии фильмов «Тачки» (2006-настоящее время), заглавного персонажа в «Мармадюк» (2010) и Реджи в «Индюки: Назад в будущее» (2013). Он играет главную роль Мобиуса М. Мобиуса в сериале Marvel Cinematic Universe «Локи» (2021 — настоящее время), транслируемом на Disney+.
Награды Оуэна включают номинацию на «Оскар» и BAFTA за лучший оригинальный сценарий (за «Семейка Тененбаум»), «Золотой глобус» и две номинации на премию SAG за актерскую игру (за «Полночь в Париже» и «Отель „Гранд Будапешт“»), а также премию «Независимый дух» (за «Врожденный порок»).

## Ранняя жизнь
Оуэн родился в Далласе, был средним ребенком в семье трех сыновей фотографа Лоры Каннингем Уилсон (родилась в 1939 году) и Роберта Эндрю Уилсона (1941—2017), руководителя отдела рекламы и оператора общественной телевизионной станции. Его братья Эндрю и Люк тоже актеры. Родители Уилсона ирландского происхождения. Он учился в New Mexico Military Institute, среди других школ. Позже он поступил в Техасский университет в Остине, где получил степень бакалавра искусств по английскому языку, но не окончил его. Во время учебы в колледже он познакомился и был соседом по комнате с режиссером и частым соавтором Уэсом Андерсоном.

## Карьера

### 1990-е годы
После своего дебюта в кино в фильме «Бутылочная ракета» (1996) Оуэн в соавторстве с Уэсом Андерсоном написал сценарий для двух следующих режиссерских фильмов Андерсона «Академия Рашмор» и «Семейка Тененбаум», за которые они получили номинацию на «Оскар» за лучший оригинальный сценарий. Хотя Оуэн не снимался в «Академии Рашмор», он ненадолго появляется на фотографии в фильме. Затем Оуэн получил роль в фильме «Кабельщик» режиссёра Бена Стиллера, раннего поклонника «Бутылочной ракеты». После появления во второстепенных ролях в таких боевиках, как «Анаконда» и «Армагеддон», а также в фильме ужасов «Призрак дома на холме» Оуэн появился в двух драматических ролях: второстепенная роль в фильме «Вечная полночь», в котором Стиллер сыграл сценариста-наркомана на телевидении; и главная роль (в роли серийного убийцы) в фильме «Лишенный жизни», в котором его будущая подруга, певица Шерил Кроу, принимала участие.

### 2000-е годы
Оуэн снялся в 2000 году в комедийном боевике «Шанхайский полдень» вместе с Джеки Чаном. Фильм собрал в мировом прокате почти 100 миллионов долларов. Его слава продолжала расти после того, как он снялся вместе с Беном Стиллером и Уиллом Ферреллом в фильме 2001 года «Образцовый самец». Сообщается, что Джин Хэкман обратил внимание на выступление Оуэна в «Шанхайском полдне» и порекомендовал актёру сняться в боевике 2001 года «В тылу врага». Также в 2001 году Оуэн и Андерсон сотрудничали над своим третьим фильмом «Семейка Тененбаум», имевшим финансовый успех и успех у критиков. Фильм принес команде сценаристов номинацию на премию «Оскар» за лучший оригинальный сценарий.
Оуэн вернулся к жанру дружеской комедии в 2002 году с остросюжетной комедией «Обмануть всех» с Эдди Мерфи в главной роли. Широкоэкранный ремейк одноименного телесериала не имел хороших кассовых сборов. Он снялся в эпизодической роли в клипе Girl Skateboards, «Yeah Right!» в 2003 году. Затем он воссоединился с Чаном, чтобы снять «Шанхайских рыцарей» (2003), и снялся в фильме-ремейке телесериала 1970-х годов «Старски и Хатч» (2004). Из-за своего плотного актёрского графика и продолжающегося синусита Оуэн не смог сотрудничать со сценарием четвёртого полнометражного фильма Уэса Андерсона «Водная жизнь Стива Зиссу». Фильм 2004 года в конечном счете был написан в соавторстве с режиссёром Ноа Баумбахом. Однако Оуэн действительно снялся в фильме в роли потенциального сына Билла Мюррея, Неда Плимптона; эта роль была написана специально для него. В 2004 году он и его брат Люк сыграли братьев Райт в фильме 2004 года «Вокруг света за 80 дней». Говорят, что Оуэн участвует в продолжении «Шанхайских рыцарей», что ознаменует его третье сотрудничество с Джеки Чаном.
Оуэн был партнёром Винса Вона в комедийном фильме 2005 года «Незваные гости», который только в США собрал более 200 миллионов долларов. Также в 2005 году Оуэн сотрудничал со своими братьями в фильме «История Уэнделла», написанном Люком и поставленном режиссёрами Люком и Эндрю. В 2006 году Оуэн озвучил Молнию Маккуин в фильме Disney / Pixar «Тачки», снялся в фильме «Он, я и его друзья» с Кейт Хадсон и появился со Стиллером в «Ночь в музее» в роли ковбоя Джедедайи.
Оуэн снялся с Беном Стиллером в двенадцати фильмах, включая «Кабельщик» (1996), «Вечная полночь» (1998), «Знакомство с родителями» (2000), «Образцовый самец» (2001), «Королевские Тененбаумы» (2001), «Старски и Хатч» (2004), «Знакомство с Факерами» (2004), «Ночь в Музее» (2006) и продолжения «Ночь в музее 2» (2009), «Знакомство с Факерами 2» (2010), «Ночь в музее: Секрет гробницы» (2014) и «Образцовый самец 2» (2016).
Оуэн снялся в другом фильме Уэса Андерсона «Поезд на Дарджилинг. Отчаянные путешественники», который был показан на 45-м ежегодном Нью-Йоркском кинофестивале, Венецианском кинофестивале, и вышел в прокат 30 сентября 2007 года. В нём снимаются Джейсон Шварцман и Эдриен Броуди. «Поезд на Дарджилинг. Отчаянные путешественники» был выбран для выпуска на DVD и Blu-ray компанией Criterion Collection в октябре 2010 года. Затем Оуэн снялся в комедии Джадда Апатоу «Школа выживания», которая вышла на экраны в марте 2008 года. Он появился в экранизации бестселлера Джона Грогана «Марли и я» (2008) с Дженнифер Энистон в главной роли.
Он озвучил чокнутого тренера Скипа в фантастическом фильме Уэса Андерсона «Бесподобный мистер Фокс». Он снялся в фильме «Большой год», экранизации книги Марка Обмашика «Большой год: повесть о человеке, природе и одержимости птицами». Фильм был выпущен в октябре 2011 года компанией 20th Century Fox, в нём снялись Джек Блэк, Джобет Уильямс, Стив Мартин и Рашида Джонс.
Оуэн является членом комедийного актёрского братства, в просторечии известного как Frat Pack. Оуэн появился в качестве гостя в комедийном сериале NBC «Сообщество» вместе с другим членом Frat Pack Джеком Блэком.

### 2010-е годы
В 2011 году Оуэн снялся в роли ностальгирующего писателя в романтической комедии «Полночь в Париже», написанной и поставленной режиссёром Вуди Алленом. Премьера фильма состоялась на 64-м Каннском кинофестивале и получила признание критиков. Оуэн получил премию «Золотой глобус» за свое выступление. Фильм стал самым кассовым фильмом Аллена на сегодняшний день, а также был хорошо принят критиками.
Оуэн вернулся озвучивать Маккуина в «Тачки 2». В марте 2012 года Оуэн был подписан на главную роль в триллере Джона Эрика Даудла «Переворот», позже переименованном в «Выхода нет», в котором он сыграл роль отца американской семьи, которая переезжает в Юго-Восточную Азию, но оказывается втянутой в волну насилия повстанцев, захлестнувшую город. Фильм вышел на экраны только в 2015 году и стал возвращением Оуэна к жанру экшена впервые со времен «В тылу врага» в 2001 году. Он также озвучил индюшку Реджи в первом анимационном фильме Reel FX «Индюки: Назад в будущее».
В 2014 году Оуэн появился в нашумевшей комедии Уэса Андерсона «Отель "Гранд Будапешт"» и в экранизации книги Пола Томаса Андерсона «Врожденный порок». В 2015 году он снялся с Дженнифер Энистон в фильме Питера Богдановича «Мисс Переполох» и в боевике «Выхода нет» вместе с Лейк Белл и Пирсом Броснаном. Фильмы Оуэна собрали в прокате более 2,25 миллиарда долларов США внутри страны (Соединённые Штаты и Канада), в среднем по 75 миллионов долларов США за фильм. В 2017 году Оуэн снова озвучил Молнию Маккуина в «Тачки 3», сыграл отца из пригорода в драме «Чудо» и снялся вместе с Эдом Хелмсом в комедии «Кто наш папа, чувак?».
В ноябре 2017 года Оуэн стал лицом новой рекламной кампании британского ретейлера диванов Sofology стоимостью 20 миллионов фунтов стерлингов. Он вернулся к работе с Sofology в 2019 году для второй рекламной кампании.

### 2020-е годы
В 2021 году Оуэн снялся в комедийном фильме «Блаженство» режиссёра Майка Кэхилла вместе с Сальмой Хайек для Amazon Studios. В 2021 году Оуэн также воссоединился с Уэсом Андерсоном для фильма «Французский вестник. Приложение к газете «Либерти. Канзас ивнинг сан»», премьера которого состоялась на Каннском кинофестивале 2021 года. и «Первый встречный» вместе с Дженнифер Лопес и режиссёром Кэт Койро для Universal Pictures.
В настоящее время Оуэн играет главную роль в сериале Marvel Cinematic Universe «Локи» вместе с Томом Хиддлстоном на Disney+ в роли Мобиуса М. Мобиуса. Он также подписал контракт на главную роль в новой экранизации «Особняка с привидениями».

## Личная жизнь
В августе 2007 года Оуэн предпринял попытку самоубийства и впоследствии лечился от депрессии в St. John's Health Center и Медицинском центре Седарс-Синай в Лос-Анджелесе. Через несколько дней после госпитализации Оуэн отказался от своей роли в фильме «Солдаты неудачи», который был снят его другом и постоянным партнёром по съемкам Беном Стиллером и в котором он сыграл одну из главных ролей, и был заменен Мэттью Макконахи. Инцидент привел к большой нежелательной огласке для Оуэна, и с тех пор он с опаской дает интервью. Однако Оуэн рассказал о своей попытке самоубийства в статье для Esquire в 2021 году, спустя 14 лет и месяц после этого события. В статье Оуэн описал, как его старший брат Эндрю поддерживал его во время выздоровления.
В январе 2011 года у Оуэна и его тогдашней подруги Джейд Дуэлл родился сын. Оуэн и Джейд разорвали свои отношения позже в том же году. В январе 2014 года у него родился сын от Кэролайн Линдквист. В октябре 2018 года у него родился третий ребёнок, дочь, от бывшей девушки Варуни Вонгсватт. Хотя Оуэн не имеет никаких отношений со своим третьим ребёнком, он ежемесячно выплачивает алименты.

## Избранная фильмография

### Актёр
| Год   |    | Русское название                   | Оригинальное название                          | Роль                           |
| ----- | -- | ---------------------------------- | ---------------------------------------------- | ------------------------------ |
| 1996  | ф  | Бутылочная ракета                  | Bottle Rocket                                  | Дигнан                         |
| 1996  | ф  | Кабельщик                          | The Cable Guy                                  | парень на свидании с Робин     |
| 1997  | ф  | Анаконда                           | Anaconda                                       | Гэри Диксон                    |
| 1998  | ф  | Армагеддон                         | Armageddon                                     | Оскар                          |
| 1998  | ф  | Вечная полночь                     | Permanent Midnight                             | Ники                           |
| 1999  | ф  | Призрак дома на холме              | The Haunting                                   | Люк Сандерсон                  |
| 1999  | ф  | Завтрак для чемпионов              | Breakfast of Champions                         | Монте Рапид                    |
| 1999  | тф | Тепловое видение и Джек            | Heat Vision and Jack                           | голос теплового видения        |
| 1999  | ф  | Лишённый жизни                     | The Minus Man                                  | Ванн Сьеджерт                  |
| 2000  | ф  | Знакомство с родителями            | Meet the Parents                               | Кевин Ревлей                   |
| 2000  | ф  | Шанхайский полдень                 | Shanghai Noon                                  | Рой О`Бэннон                   |
| 2001  | ф  | В тылу врага                       | Behind Enemy Lines                             | штурман-лейтенант Крис Бёрнетт |
| 2001  | ф  | Образцовый самец                   | Zoolander                                      | Хэнсел                         |
| 2001  | ф  | Семейка Тененбаум                  | The Royal Tenenbaums                           | Элай Кэш                       |
| 2002  | ф  | Обмануть всех                      | I Spy                                          | специальный агент Алекс Скотт  |
| 2003  | ф  | Шанхайские рыцари                  | Shanghai Knights                               | Рой О`Бэннон                   |
| 2004  | ф  | Вокруг света за 80 дней            | Around the World in 80 Days                    | Уилбер Райт                    |
| 2004  | ф  | Знакомство с Факерами              | Meet the Fockers                               | Кевин Ревлей                   |
| 2004  | ф  | Большая кража                      | The Big Bounce                                 | Джек Райан                     |
| 2004  | ф  | Водная жизнь                       | The Life Aquatic with Steve Zissou             | Нед Плимптон                   |
| 2004  | ф  | Убойная парочка: Старски и Хатч    | Starsky & Hutch                                | Кен Хатчинсон                  |
| 2005  | ф  | История Уэнделла                   | The Wendell Baker Story                        | Нил Кинг                       |
| 2005  | ф  | Незваные гости                     | Wedding Crashers                               | Джон Беквит                    |
| 2006  | ф  | Ночь в музее                       | Night at the Museum                            | Джедидайя                      |
| 2006  | ф  | Он, я и его друзья                 | You, Me and Dupree                             | Рэнди Дюпри                    |
| 2006  | мф | Тачки                              | Cars                                           | Молния Маккуин                 |
| 2007  | ф  | Поезд на Дарджилинг                | The Darjeeling Limited                         | Фрэнсис Уайтман                |
| 2008  | ф  | Школа выживания                    | Drillbit Taylor                                | Боб «Дриллбит» Тейлор          |
| 2008  | ф  | Марли и я                          | Marley & Me                                    | Джон Гроган                    |
| 2009  | ф  | Ночь в музее 2                     | Night at the Museum: Battle of the Smithsonian | Джедидайя                      |
| 2009  | мф | Бесподобный мистер Фокс            | Fantastic Mr. Fox                              | тренер Скип                    |
| 2010  | ф  | Мармадюк                           | Marmaduke                                      | Мармадюк                       |
| 2010  | ф  | Как знать...                       | How Do You Know                                | Мэтти                          |
| 2010  | ф  | Знакомство с Факерами 2            | Little Fockers                                 | Кевин Ревлей                   |
| 2011  | ф  | Безбрачная неделя                  | Hall Pass                                      | Рик                            |
| 2011  | ф  | Полночь в Париже                   | Midnight in Paris                              | Гил Пендер                     |
| 2011  | мф | Тачки 2                            | Cars 2                                         | Молния Маккуин                 |
| 2011  | ф  | Большой год                        | The Big Year                                   | Кенни Бостик                   |
| 2013  | ф  | Кадры                              | The Internship                                 | Ник                            |
| 2013  | ф  | Ты здесь                           | Are You Here                                   | Стив Даллас                    |
| 2013  | мф | Индюки: Назад в будущее            | Free Birds                                     | Реджи                          |
| 2014  | ф  | Отель «Гранд Будапешт»             | The Grand Budapest Hotel                       | M. Чак                         |
| 2014  | ф  | Ночь в музее 3                     | Night at the Museum 3                          | Джедидайя                      |
| 2014  | ф  | Врождённый порок                   | Inherent Vice                                  | Кой Харлинген                  |
| 2015  | ф  | Мисс Переполох                     | She's funny that way                           | Арнольд                        |
| 2015  | ф  | Выхода нет                         | No escape                                      | Джек                           |
| 2016  | ф  | Образцовый самец № 2               | Zoolander 2                                    | Хэнсел                         |
| 2016  | ф  | Зачинщики                          | Masterminds                                    | Стив                           |
| 2017  | ф  | Кто наш папа, чувак?               | Father Figures                                 | Кайл Рейнольдс                 |
| 2017  | мф | Тачки 3                            | Cars 3                                         | Молния Маккуин                 |
| 2017  | ф  | Чудо                               | Wonder                                         | Нейт Пуллман                   |
| 2021  | ф  | Блаженство                         | Bliss                                          | Грег Уитлл                     |
| 2021— | с  | Локи                               | Loki                                           | Мобиус М. Мобиус               |
| 2021  | ф  | Французский вестник                | The French Dispatch                            | Эрбсен Сазерак                 |
| 2022  | ф  | Первый встречный                   | Marry Me                                       | Чарли Гилберт                  |
| 2022  | ф  | Секретная штаб-квартира            | Secret Headquarters                            | Джек Кинкейд                   |
| 2022  | с  | Тачки на дороге                    | Cars on the Road                               | Молния Маккуин                 |
| 2023  | ф  | Человек-муравей и Оса: Квантомания | Ant-Man and the Wasp: Quantumania              | Мобиус М. Мобиус               |
| 2023  | ф  | Краска                             | Paint                                          | Карл Наргл                     |
| 2023  | ф  | Особняк с привидениями             | Haunted Mansion                                | отец Кент                      |
| 2025— | с  | Король гольфа                      | Stick                                          | Прайс Кэхилл                   |
|       | мф | Тачки 4                            | Cars 4                                         | Молния Маккуин                 |

### Продюсер
| Год  |   | Русское название   | Оригинальное название | Роль                    |
| ---- | - | ------------------ | --------------------- | ----------------------- |
| 1998 | ф | Академия Рашмор    | Rushmore              | продюсер                |
| 2001 | ф | Семейка Тененбаум  | The Royal Tenenbaums  | исполнительный продюсер |
| 2006 | ф | Он, я и его друзья | You, Me and Dupree    | продюсер                |

### Сценарист
| Год  |   | Русское название  | Оригинальное название | Роль      |
| ---- | - | ----------------- | --------------------- | --------- |
| 1996 | ф | Бутылочная ракета | Bottle Rocket         | сценарист |
| 1998 | ф | Академия Рашмор   | Rushmore              | сценарист |
| 2001 | ф | Семейка Тененбаум | The Royal Tenenbaums  | сценарист |